# Abtönfarbe
Abtön- oder Volltonfarbe ist eine Farbe mit einem besonders intensiven, nicht-weißen Farbton, mit dem ein weißer Anstrich wie Dispersionsfarbe eingefärbt („abgetönt“) werden kann. Alternativ kann man auch die Farbe direkt und unvermischt als farbigen Wandanstrich verwenden.
Es gibt spezielle Abtönfarben für Kunstharzdispersionsanstriche, Alkydharz- oder Acryllacke sowie universell einsetzbare Produkte.